# 阿部卓也
阿部 卓也（あべ たくや、1978年7月5日 - ）は、日本のデザイナー、メディア論・デザイン史研究者。デザイナーとしては『仮面ライダークウガ』 などのクリーチャーやキャラクターデザイン、書籍や装幀デザインで知られる。
フランスのポンピドゥーセンターIRI招聘研究員、東京大学特任講師などを経て、2017年より愛知淑徳大学創造表現学部メディアプロデュース専攻准教授。

## 人物・来歴
岩手県北上市出身。岩手県立黒沢尻北高等学校、武蔵野美術大学造形学部基礎デザイン学科卒業。東京大学大学院修士課程修了、同博士課程単位取得満期退学。博士（学際情報学）。武蔵野美術大学在学中に『仮面ライダークウガ』に携わり、グロンギ怪人やリント文字などのデザインを担当。杉浦康平と写植時代のタイポグラフィに関する論文で、第15回 白川静賞、および、それらの写植史研究論文を集成した著書『杉浦康平と写植の時代――光学技術と日本語のデザイン』で、第45回サントリー学芸賞などを受賞。専門はメディア論、デザイン論、記号論。また技術史や社会史を踏まえたデザイン批評を専門とする。

## 著作リスト

### 単著
- 『杉浦康平と写植の時代――光学技術と日本語のデザイン』（慶應義塾大学出版会、2023年3月）

### 共編著
- 『ハイブリッド・リーディング―新しい読書と文字学』（編著、新曜社、2016年8月）
- 『デジタル時代のアーカイブ系譜学』（共著、みすず書房、2022年12月）
- 『メディア・リミックス―デジタル文化の〈いま〉を解きほぐす』（共著、ミネルヴァ書房、2023年11月）

## 主なデザインワーク
- 2000年、「仮面ライダークウガ」 キャラクターデザイン
- 2005年、「仮面ライダー響鬼」文芸協力（一之巻 - 二十九之巻）
- 2005年、「岩手朝日テレビ」マスコットキャラクター「ゴエティー」デザイン[3]

## 受賞歴
- 2005年、第4回 竹尾賞 デザイン史研究論文部門 優秀賞
- 2021年、第15回 立命館 白川静記念 東洋文字文化賞 教育普及賞[7]
- 2023年、第45回 サントリー学芸賞〔社会・風俗部門〕[5] / 第77回 毎日出版文化賞 特別賞[8]
- 2024年、東京TDC賞2024（Editorial/Book Designカテゴリー）入選[9] / 第45回 日本出版学会賞（2023年度）[10]